# Misgolas crispus
Misgolas crispus là một loài nhện trong họ Idiopidae.
Loài này thuộc chi Misgolas. Misgolas crispus được Ferdinand Karsch miêu tả năm 1878.